# Yoshino (Osaka)

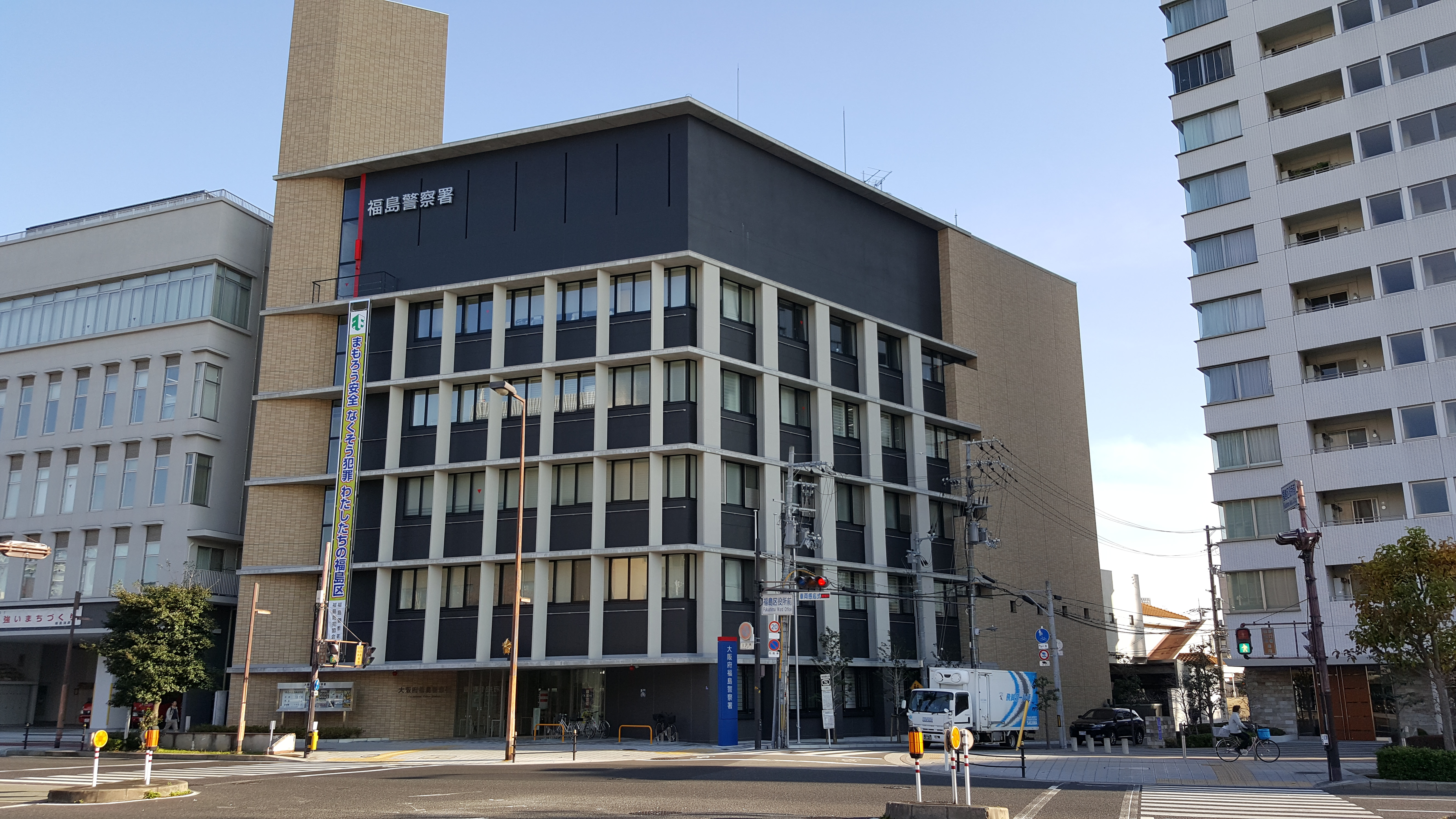
Seu de la policia del districte de Fukushima

Yoshino (吉野) és un barri del districte urbà de Fukushima, a la ciutat d'Osaka, capital de la prefectura homònima, a la regió de Kansai, Japó. La seu de la policia del districte de Fukushima es troba al barri de Yoshino.

## Geografia
El barri de Yoshino es troba localitzat a la part centre-sud del districte de Fukushima, al centre de la ciutat d'Osaka. Limita amb els barris de Sagisu i Ebie al nord, amb Tamagawa i Noda a l'est, amb Ōhiraki a l'oest i amb Nishi-Kujō, pertanyent al districte de Konohana, al sud.

### Sub-barris
El barri compta amb cinc sub-barris:
- Yoshino 1 chōme (吉野一丁目)
- Yoshino 2 chōme (吉野二丁目)
- Yoshino 3 chōme (吉野三丁目)
- Yoshino 4 chōme (吉野四丁目)
- Yoshino 5 chōme (吉野五丁目)

## Història
Originalment, Yoshino fou un barri del poble de Noda, pertanyent al ja desaparegut districte de Nishinari. El 1897 es funda el municipi d'Osaka i Noda es absorbit i integrat dins del districte urbà de Kita. Entre el 1900 i el 1922, l'actual barri es troba dividit entre els antics barris de "Nishi-Noda-Yoshino-Higashi/Nishi no machi". L'any 1922 el nom del barri canvia a "Nishi-Noda Yoshino-chô". L'any 1925 passa a integrar-se dins del districte de Konohana i el 1943 a l'actual de Fukushima amb el nom de "Yoshino-chô". Per fi, l'any 1975, el barri obté el seu actual nom de "Yoshino".

## Demografia
| 1920 | 1930  | 1940  | 1950   | 1960 | 1970 | 1980 |
| ---- | ----- | ----- | ------ | ---- | ---- | ---- |
| ND   | ND    | ND    | ND     | ND   | ND   | ND   |
| 1990 | 2000  | 2010  | 2020   | 2030 | 2040 | 2050 |
| ND   | 8.748 | 9.671 | 10.790 | -    | -    | -    |

## Transport

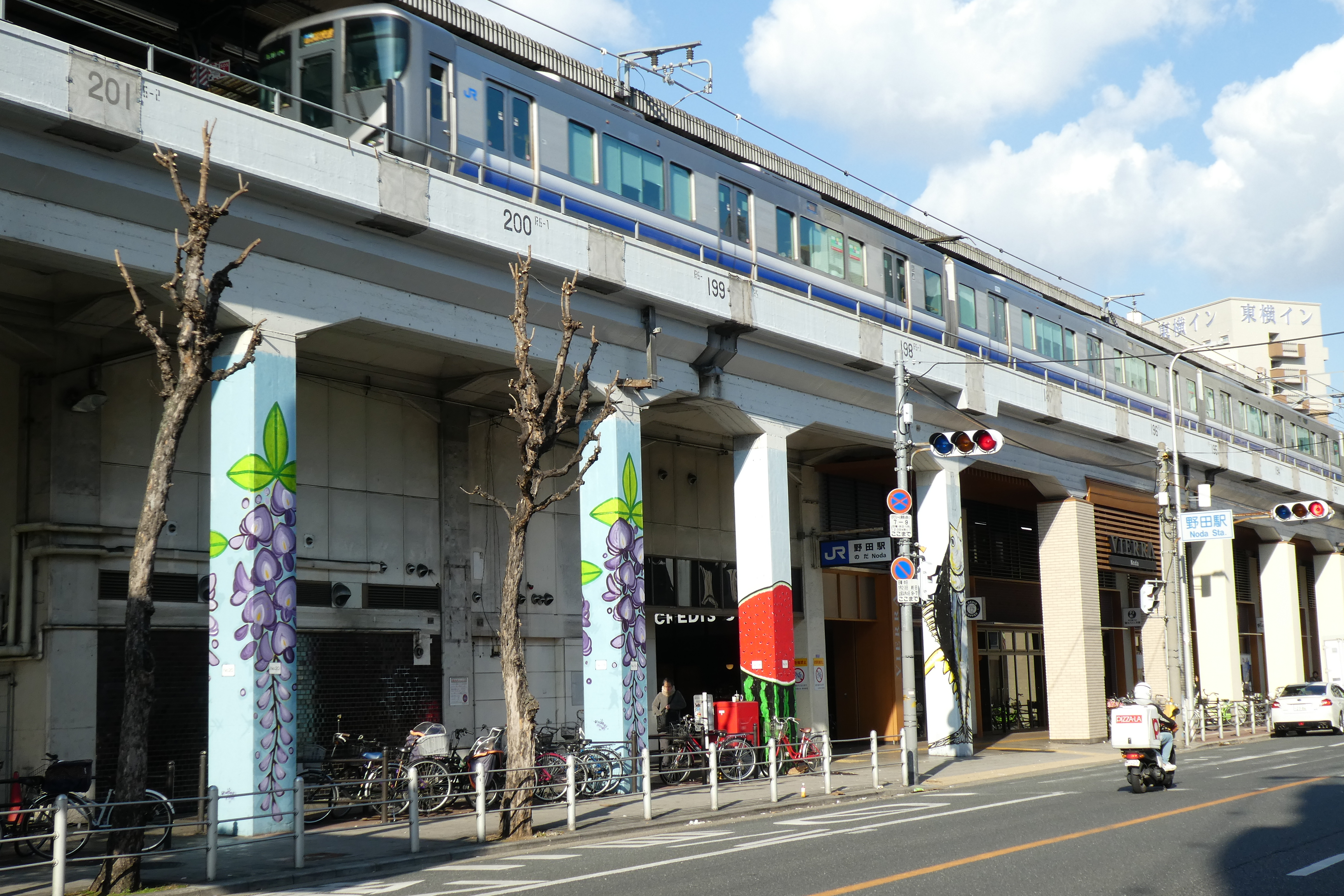
Estació de Noda (2020)

### Ferrocarril
- Companyia de Ferrocarrils del Japó Occidental (JR West)
  - Noda
- Metro d'Osaka
  - Tamagawa

### Carretera
- Autopista d'Osaka-Kobe (Hanshin)
- Nacional 2